# Domeček

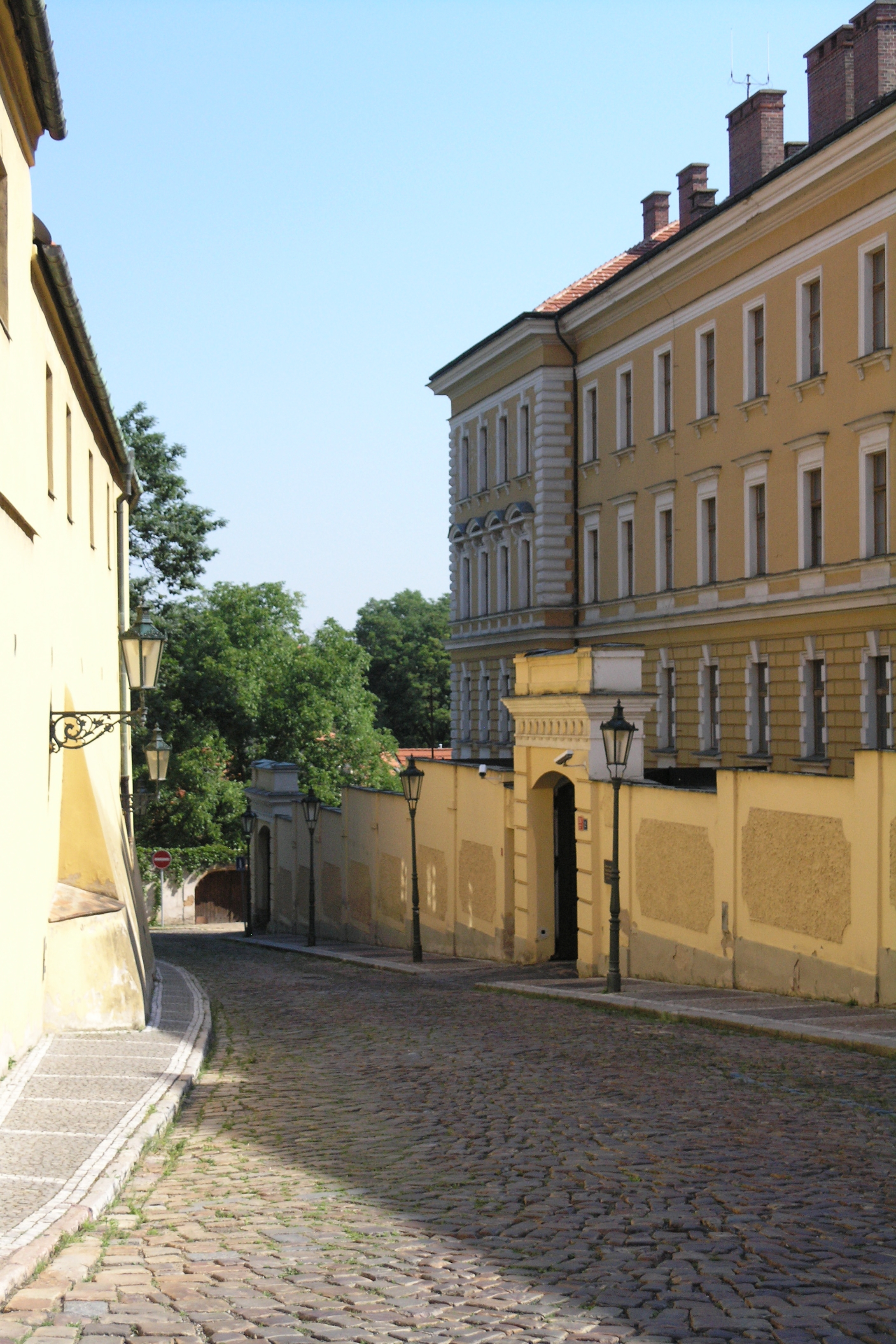
Domeček

Domeček (także Hradčanský domeček) – nieformalna nazwa dawnego małego więzienia na Hradczanach, dzielnicy Pragi. Nazwa w języku czeskim oznacza mały dom i odnosi się do wielkości budynku.
Domeček, umieszczony obok budynku sądu wojskowego, służył za więzienie wojskowe w okresie Austro-Węgier. Był używany przez gestapo podczas II wojny światowej i od 1948 roku przez czechosłowacką służbę bezpieczeństwa (StB) jako tajne więzienie. Posiadał 30 pojedynczych cel.
StB używało go jako miejsce tortur przeciwników politycznych, wśród nich oficerów armii lub członków ruchu oporu antyhitlerowskiego.